# ワシリー・アクショーノフ
ワシリー・パーヴロヴィチ・アクショーノフ（Vasily Aksyonov、ロシア語: Васи́лий Па́влович Аксёнов、1932年8月20日 - 2009年7月6日）は、ロシアの作家。タタールスタン共和国（当時のソビエト連邦）カザン生まれ。母親は小説家のエヴゲーニヤ・ギンズブルグ。
1956年レニングラード医科大学卒業、1960年に同大学の医学博士号を修得、大学を出て3年間医師として各地で医療活動に従事した。1960年より『同期生』でデビューし、その後も『星の切符』などの作品を発表し、スターリン批判以後の新しい世代の中心的な作家といわれた。
1980年にフランスへと亡命し、翌年アメリカ合衆国へと移住した。1990年よりアメリカ市民権を習得し、ジョージ・メイソン大学に勤めていた。2004年ロシア・ブッカー賞受賞。

## 作品

### 日本語訳
- 『若い仲間』山村房次訳　弘文堂　1964
- 『同期生』原卓也,草鹿外吉訳　白水社　1965
- 『星の切符』木村浩訳「世界文学全集 20世紀の文学 第30 (アクショーノフ,ネクラーソフ,テンドリャコフ,ソルジェニツィン,アイトマートフ)」集英社　1965　のち文庫　
  - 『星の切符』工藤精一郎訳『世界の文学 新集 45 (プラトーノフ.アクショーノフ)』中央公論社　1971　のち文庫
  - 『星の切符』工藤正広訳「世界文学全集 42 (エレンブルグ.レオーノフ.アクショーノフ)」学習研究社　1979
- 『モロッコの蜜柑』草鹿外吉訳　冬樹社　1966
- 『新しいソビエトの文学 第5』アクショーノフ[編] パパなんて読むの 一九四三年の給食、いかした警帽野郎、いつでも売りますー戯曲(安井侑子訳) 月への道なかば(江川卓訳) ジコイ(草鹿外吉訳) 勁草書房　1968